# Edwin Hartl
Edwin Hartl (* 6. Juli 1906 in Wien; † 22. Februar 1998 ebenda) war ein österreichischer Essayist und Kulturpublizist.
Zeitlebens ein überzeugter Parteiloser, begeisterte sich Edwin Hartl von Jugend an für Karl Kraus und die Literatur. Der österreichische Patriot war Kriegsteilnehmer im Zweiten Weltkrieg und begann nach seiner Rückkehr nach Wien 1946 eine Karriere beim Wiener Magistrat. Im gleichen Jahr veröffentlichte er eine Sammlung von 40 zeitkritischen Gedichten.
Hartl blieb bis 1971 Beamter (und war zuletzt Leiter eines Wiener Bezirksjugendamtes), zugleich war er für verschiedene renommierte österreichische Medien journalistisch tätig (Salzburger Nachrichten, Die Presse, Wiener Journal, Die Furche etc.) und rezensierte nach eigenen Angaben etwa 8.000 Bücher. Von zeitgeschichtlicher Relevanz sind Hartls 1991 veröffentlichte Erinnerungen.
Er wurde auf dem Neustifter Friedhof bestattet.

## Ehrungen
- 1980 – Österreichischer Staatspreis für Kulturpublizistik

## Werke (Auswahl)
- Brevier für Reiselustige. Residenz-Verlag, Salzburg 1970.
- Wenn ich so zurückdenke. Hintergedanken an die gute alte Zeit. Edition Atelier, Wien 1991, ISBN 3-900379-59-9.
- Wer will unter die Soldaten. Für alle, die ein Lied davon singen können; 40 Gedichte. Wiener Verlag, Wien 1946.
- Das entwaffnende am jüdischen Witz war seit jeher seine großartig ironische Selbstkritik.